# Bretagne-d'Armagnac
 Bretagne-d'Armagnac  es una población y comuna francesa, ubicada en la región de Mediodía-Pirineos, departamento de Gers, en el distrito de Condom y cantón de Eauze.

## Demografía
| 416 | 388 | 363 | 392 | 345 | 345 |
| Para los censos de 1962 a 1999 la población legal corresponde a la población sin duplicidades (Fuente: INSEE [Consultar]) |     |     |     |     |     |